# X3M (журнал)
«EXTREME» (також «Х3М») – культовий український журнал присвячений сучасним музичним субкультурам (зокрема хіп-хопу) і екстремальним видам спорту.

## Історія
Заснований журнал у 1999 році в Києві О. Єременком та Д. Тімченком.
Виходив раз на місяць до 2010 року. Статті в журналі друкувалися російською, українською та англійською мовами. Основна тематика: екстремальні види спорту, сучасна українська та світова музика, урбаністична культура.
Для поціновувачів графіті та муралів була низка спецвипусків про стріт-арт з позначкою «400мл» (місткість балона з фарбою, що зазвичай використовують графіті-артисти).
Наклад ~36 тисяч примірників. Розповсюджувався в Україні та Росії.
Видавці:  Всеукраїнська федерація екстремальних видів спорту та Державний комітет інформаційної політики України.

## Рубрики
- «X-Sport»,
- «Graffiti»,
- «Breakdance»,
- «Music»,
- «Life».